# Glycosmis longisepala
Glycosmis longisepala là một loài thực vật thuộc họ Rutaceae. Đây là loài đặc hữu của Malaysia.